# MBC 신인가요제
《MBC 신인가요제》는 MBC에서 1987년부터 1993년까지 방송된 텔레비전 프로그램이다.

## 주요 참가자
- 변진섭 (1회 은상)
- 신효범 (2회 금상)
- 양원식 (5회 은상)
- 최향윤 (5회)
- 이정옥 (7회 대상)